# Diogo Antônio de Barros

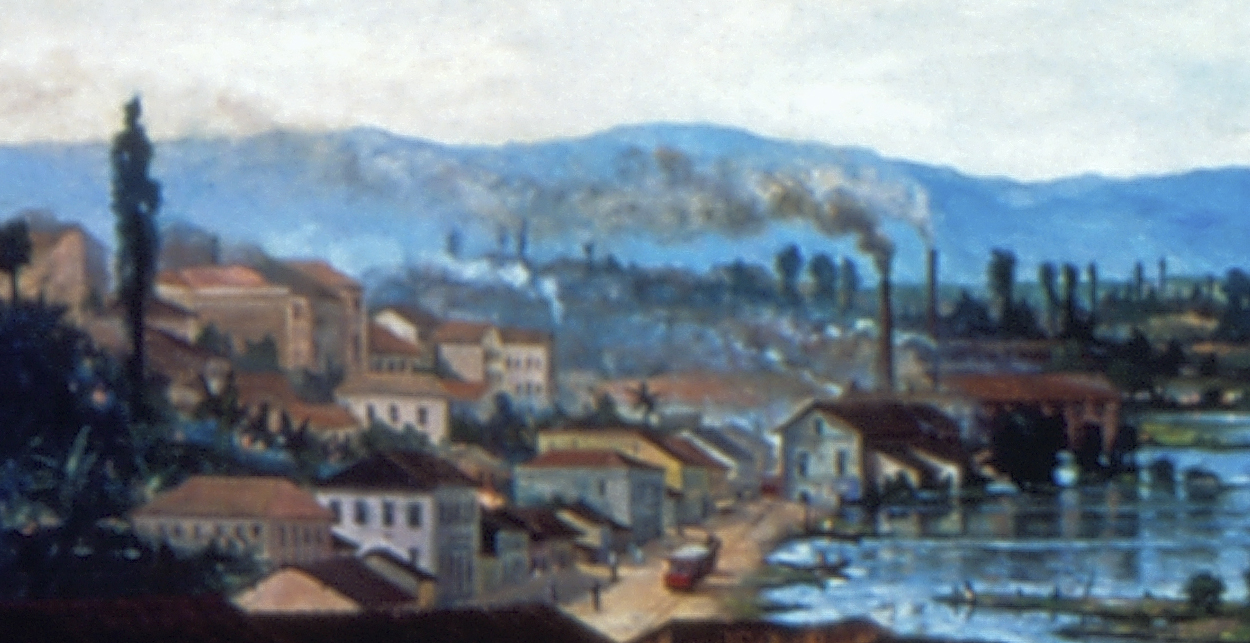
Detalhe da fábrica de tecidos de propriedade de Diogo Antônio de Barros, em um notório quadro de Benedito Calixto.

Diogo Antônio de Barros foi um major brasileiro, filho de Antônio Pais de Barros, barão de Piracicaba, potentado da região de Itu e Sorocaba.

## Fábrica de tecidos
Major Diogo foi o proprietário de uma notória fábrica de tecidos localizada na cidade de São Paulo, instalada na rua Florêncio de Abreu em 1872. A caldeira que servia para mover a máquina era de Johm Pritchard & Sons, de Oldham.

## Homenagens
Dentre as homenagens e referências ao major, estão a Rua Major Diogo e o Condomínio Edifício Major Diogo Antônio de Barros.